# Plesiothoa bucarina
Plesiothoa bucarina is een mosdiertjessoort uit de familie van de Hippothoidae. De wetenschappelijke naam van de soort is voor het eerst geldig gepubliceerd in 2001 door Tilbrook, Hayward & Gordon.